# Operação Guisu
A Operação Guisu (Junção de Guiana e Suriname) foi uma operação realizada em 2002 pelo Brasil na tríplice fronteira com o Suriname e a Guiana com o objetivo de destruir bases aéreas utilizadas por traficantes de drogas e reduzir a entrada de cocaína no país. A operação contou com apoio dos governos do Suriname e da Guiana.

## A Operação
A operação se iniciou em outubro de 2002 com o lançamento de 460 quilos de explosivos por parte de seis AMX A-1 em pistas utilizadas por traficantes no território da Guiana que foram localizadas por satélite, a utilização de um Embraer EMB-145 AEW&C do Sistema de Vigilância da Amazônia para monitorar o tráfego aéreo e para coordenar as ações, a descoberta da entrada ilegal de estrangeiros, possivelmente canadenses, para a realização de pesquisas sobre a existência de Urânio e Nióbio na Amazônia Legal.